# Andrew Stephenson (Autor)
Andrew Michael Stephenson (geboren am 8. Oktober 1946 in Maracaibo, Venezuela) ist ein britischer Science-Fiction-Autor und -Illustrator.

## Leben
Stephenson kam schon in jungen Jahren nach England und besuchte dort von 1956 bis 1960 die private St Aubyns School in Rottingdean, East Sussex, anschließend bis 1965 die Stowe School in Stowe, Buckinghamshire. Danach studierte er Elektrotechnik und Elektronik an der City University in London, wo er 1969 mit dem Bachelor abschloss. Bis 1976 arbeitete er als Schaltungsentwickler bei Plessey Telecommunications Research in Taplow, Buckinghamshire. Von 1976 bis 1978 war er European Representative der Science Fiction Writers of America.
1971 veröffentlichte er eine erste SF-Kurzgeschichte Holding Action in dem Magazin Astounding. 1977 folgte der Roman Nightwatch, der als Nachtwache auch ins Deutsche übersetzt wurde. Darin geht es um die Abwehrmaßnahmen gegen eine befürchtete Invasion von Aliens, die sich dann als freundliche Kontaktaufnahme herausstellt. In seinem zweiten Roman The Wall of Years (1979) geht es um einen Krieg zwischen Parallelwelten. Außerdem schrieb er das Skript für den vierbändigen grafischen Roman Waterloo Sunset (2004–2005).
Seine Illustrationen sind in den SF-Zeitschriften Galaxy, SF Digest und Vector erschienen.

## Bibliografie
Romane
- Nightwatch (1977)
  - Deutsch: Nachtwache. Bastei Lübbe Science Fiction Bestseller #22023, 1980, ISBN 3-404-22023-4.
- The Wall of Years (1979)

Kurzgeschichten
- Holding Action (1971)
- Great Hunter (1972)
- The Giant Killers (1976)
- The Pact (1997)

Comic
- mit Trevor Goring: Waterloo Sunset (2004–2005)